# 崂山可乐
崂山可乐（英文：Laoshan Cola）是由青岛崂山矿泉水有限公司出品的一种碳酸饮料，中国最悠久的可乐品牌，目前在市场上销售共有330ml、500ml、2500ml以及1250ml喜庆装四款产品。崂山可乐在崂山矿泉水的基础上添加乌枣、白芷、砂仁、良姜、丁子香等中草药成份和二氧化碳气体制成，其中的咖啡因来自直接加入的咖啡豆。

## 历史

### 1980年代之前：崂山辉煌时期
1953年，青岛汽水厂开发出的中国第一款碳酸饮料，这款饮料就是崂山可乐。崂山可乐的销量在1990年代之前一直位居中国八大国产可乐品牌之首，独树一帜的配方使得崂山可乐在1980年到1990年这一期间一直供不应求，年生产能力达到8000万吨，全国联营的生产厂家就有一百余家，青岛市场的占有率达到80%以上。

### 1990年代之后：市场萎缩一度破产
1997年之后，由可口可乐与百事可乐的冲击，加之体制上的弊端、营销方式的不足，导致崂山可乐市场急剧萎缩并最终停产。2004年3月，青岛崂山矿泉水公司收回崂山可乐商标，并花费数千万元引进意大利生产设备，恢复崂山可乐的生产，但是依然处在可口与百事夹击的小众市场之中。

### 新世纪：复出
2004年崂山可乐复出后一度恢复热销景象，并通过与崂山矿泉水产品共享销售渠道，在青岛市占据了市场份额，并逐步向山东省乃至全国其他城市扩张。